# Cózar
Cózar é um município da Espanha na província de Ciudad Real, comunidade autónoma de Castilla-La Mancha, de área 65,27 km² com população de 1293 habitantes (2004) e densidade populacional de 19,81 hab/km².

## Demografia
| Variação demográfica do município entre 1991 e 2004 | Variação demográfica do município entre 1991 e 2004 | Variação demográfica do município entre 1991 e 2004 | Variação demográfica do município entre 1991 e 2004 |
| --------------------------------------------------- | --------------------------------------------------- | --------------------------------------------------- | --------------------------------------------------- |
| 1991                                                | 1996                                                | 2001                                                | 2004                                                |
| 1492                                                | 1373                                                | 1256                                                | 1293                                                |